# Lepeophtheirus hippoglossi
Lepeophtheirus hippoglossi är en kräftdjursart som först beskrevs av Henrik Nikolai Krøyer 1837.  Lepeophtheirus hippoglossi ingår i släktet Lepeophtheirus och familjen Caligidae. Arten är reproducerande i Sverige. Inga underarter finns listade i Catalogue of Life.